# Ronde van Langkawi 2007
De Ronde van Langkawi 2007 werd gehouden van 2 tot en met 11 februari in Maleisië. De ronde telde tien etappes, waarvan twee bergetappes: de derde en de achtste etappe. In 2007 was er, in tegenstelling tot de vorige editie, geen tijdrit meer.

## Etappe-overzicht
| etappe | datum       | start                    | eindstreep               | afstand   | winnaar             | land       |
| ------ | ----------- | ------------------------ | ------------------------ | --------- | ------------------- | ---------- |
| 1e     | 2 februari  | Langkawi                 | Langkawi                 | 81,4 km   | Alberto Loddo       | Italië     |
| 2e     | 3 februari  | Kangar                   | Kulim                    | 166,2 km  | Maximiliano Richeze | Argentinië |
| 3e     | 4 februari  | Kuala Kangsar            | Cameron Highlands        | 133,2 km  | Anthony Charteau    | Frankrijk  |
| 4e     | 5 februari  | Gua Musang               | Kota Bharu               | 178,1 km  | Alberto Loddo       | Italië     |
| 5e     | 6 februari  | Kota Bharu               | Kuala Terengganu         | 167 km    | Alberto Loddo       | Italië     |
| 6e     | 7 februari  | Kuala Terengganu         | Chukai                   | 141,5 km  | Alberto Loddo       | Italië     |
| 7e     | 8 februari  | Kuantan                  | Karak                    | 174 km    | Shinichi Fukushima  | Japan      |
| 8e     | 9 februari  | Shah Alam                | Genting Highlands        | 84,4 km   | José Serpa          | Colombia   |
| 9e     | 10 februari | Putrajaya                | Seremban                 | 170,5 km  | Pavel Broett        | Rusland    |
| 10e    | 11 februari | Kuala Lumpur (criterium) | Kuala Lumpur (criterium) | 55,9 km   | Alberto Loddo       | Italië     |
| Totaal | Totaal      | Totaal                   | Totaal                   | 1352,2 km | Anthony Charteau    | Frankrijk  |

## Eindklassement
| #  | renner           | land        | ploeg                                     | tijd       |
| -- | ---------------- | ----------- | ----------------------------------------- | ---------- |
| 1  | Anthony Charteau | Frankrijk   | Crédit Agricole                           | 3u 40' 51" |
| 2  | José Serpa       | Colombia    | Serramenti PVC Diquigiovanni-Selle Italia | op 1' 02"  |
| 3  | Walter Pedraza   | Colombia    | Serramenti PVC Diquigiovanni-Selle Italia | op 1' 34"  |
| 4  | David George     | Zuid-Afrika | Zuid-Afrika                               | op 3' 06"  |
| 5  | Jay Crawford     | Australië   | Giant Asia Racing Team                    | op 4' 05"  |
| 6  | Ghader Mizbani   | Ierland     | Giant Asia Racing Team                    | op 4' 14"  |
| 7  | Pavel Broett     | Rusland     | Tinkoff Credit Systems                    | op 4' 21"  |
| 8  | Yokihiro Doi     | Japan       | Skil-Shimano                              | op 4' 43"  |
| 9  | Luis Pasamontes  | Spanje      | Unibet.com                                | op 4' 53"  |
| 10 | Hossein Askari   | Iran        | Giant Asia Racing Team                    | op 4' 55"  |

## 1e etappe
| # | renner                    | land             | ploeg                                     | tijd       |
| - | ------------------------- | ---------------- | ----------------------------------------- | ---------- |
| 1 | Alberto Loddo             | Italië           | Serramenti PVC Diquigiovanni-Selle Italia | 1u 49' 23" |
| 2 | Guillermo Ruben Bongiorno | Argentinië       | Ceramica Panaria - Navigare               | z.t.*      |
| 3 | Maximiliano Richeze       | Argentinië       | Ceramica Panaria - Navigare               | z.t.       |
| 4 | Brad Huff                 | Verenigde Staten | Team Slipstream                           | z.t.       |
| 5 | Nikolaj Troesov           | Rusland          | Tinkoff Credit Systems                    | z.t.       |

z.t. is de afkorting van zelfde tijd en betekent dat de renner in dezelfde tijd is geëindigd als de renner voor hem.

## 2e etappe
| # | renner              | land        | ploeg                                     | tijd       |
| - | ------------------- | ----------- | ----------------------------------------- | ---------- |
| 1 | Maximiliano Richeze | Argentinië  | Ceramica Panaria - Navigare               | 3u 55' 41" |
| 2 | Daryl Impey         | Zuid-Afrika | Zuid-Afrika                               | z.t.       |
| 3 | Alberto Loddo       | Italië      | Serramenti PVC Diquigiovanni-Selle Italia | z.t.       |
| 4 | Park Sung-Baek      | Japan       | Korea                                     | z.t.       |
| 5 | Nikolaj Troesov     | Rusland     | Tinkoff Credit Systems                    | z.t.       |

## 3e etappe
| # | renner             | land      | ploeg                                     | tijd       |
| - | ------------------ | --------- | ----------------------------------------- | ---------- |
| 1 | Anthony Charteau   | Frankrijk | Crédit Agricole                           | 3u 40' 51" |
| 2 | Walter Pedraza     | Colombia  | Serramenti PVC Diquigiovanni-Selle Italia | op 3' 54"  |
| 3 | Yoann le Boulanger | Frankrijk | Bouygues Télécom                          | op 4' 29"  |
| 4 | Thomas Voeckler    | Frankrijk | Bouygues Télécom                          | z.t.       |
| 5 | Pavel Broett       | Rusland   | Tinkoff Credit Systems                    | op 4' 31"  |

## 4e etappe
| # | renner              | land             | ploeg                                     | tijd       |
| - | ------------------- | ---------------- | ----------------------------------------- | ---------- |
| 1 | Alberto Loddo       | Italië           | Serramenti PVC Diquigiovanni-Selle Italia | 4u 00' 58" |
| 2 | Maximiliano Richeze | Argentinië       | Ceramica Panaria - Navigare               | z.t.       |
| 3 | Daryl Impey         | Zuid-Afrika      | Korea                                     | z.t.       |
| 4 | Brad Huff           | Verenigde Staten | Team Slipstream                           | z.t.       |
| 5 | Park Sung-Baek      | Korea            | Korea                                     | z.t.       |

## 5e etappe
| # | renner              | land       | ploeg                                     | tijd       |
| - | ------------------- | ---------- | ----------------------------------------- | ---------- |
| 1 | Alberto Loddo       | Italië     | Serramenti PVC Diquigiovanni-Selle Italia | 3u 55' 07" |
| 2 | Maximiliano Richeze | Argentinië | Ceramica Panaria - Navigare               | z.t.       |
| 3 | Nicholas Sanderson  | Australië  | SouthAustralia.com - AIS                  | z.t.       |
| 4 | Julian Dean         | Frankrijk  | Crédit Agricole                           | z.t.       |
| 5 | Ahmad Haidar        | Maleisië   | Letua Cycling team                        | z.t.       |

## 6e etappe
| # | renner              | land             | ploeg                                            | tijd       |
| - | ------------------- | ---------------- | ------------------------------------------------ | ---------- |
| 1 | Alberto Loddo       | Italië           | Serramenti PVC Diquigiovanni-Selle Italia        | 3u 00' 57" |
| 2 | Maximiliano Richeze | Argentinië       | Ceramica Panaria - Navigare                      | z.t.       |
| 3 | Brad Huff           | Verenigde Staten | Team Slipstream                                  | z.t.       |
| 4 | Takashi Miyazawa    | Japan            | Nippo Corporation - Meitan Honpo co. LTD - Asada | z.t.       |
| 5 | Mariusz Wisieak     | Polen            | Nippo Corporation - Meitan Honpo co. LTD - Asada | z.t.       |

## 7e etappe
| # | renner             | land      | ploeg                                            | tijd       |
| - | ------------------ | --------- | ------------------------------------------------ | ---------- |
| 1 | Shinichi Fukushima | Japan     | Nippo Corporation - Meitan Honpo co. LTD - Asada | 3u 47' 42" |
| 2 | Elio Aggiano       | Italië    | Tinkoff Credit Systems                           | op 2"      |
| 3 | Pierre Drancourt   | Frankrijk | Bouygues Télécom                                 | op 12"     |
| 4 | Francesco Tomei    | Italië    | Ceramica Panaria - Navigare                      | op 40"     |
| 5 | Erwin Thijs        | België    | Unibet.com                                       | z.t.       |

## 8e etappe
| # | renner         | land        | ploeg                                     | tijd       |
| - | -------------- | ----------- | ----------------------------------------- | ---------- |
| 1 | José Serpa     | Colombia    | Serramenti PVC Diquigiovanni-Selle Italia | 2u 25' 49" |
| 2 | Walter Pedraza | Colombia    | Serramenti PVC Diquigiovanni-Selle Italia | op 1'16"   |
| 3 | José Rujano    | Venezuela   | Unibet.com                                | op 1' 44"  |
| 4 | David George   | Zuid-Afrika | Zuid-Afrika                               | op 2' 25"  |
| 5 | Jay Crawford   | Australië   | Giant Asia Racing Team                    | op 2' 51"  |

## 9e etappe
| # | renner            | land        | ploeg                  | tijd      |
| - | ----------------- | ----------- | ---------------------- | --------- |
| 1 | Pavel Broett      | Rusland     | Tinkoff Credit Systems | 4u 7' 08" |
| 2 | Sergej Kolesnikov | Rusland     | Unibet.com             | op 3"     |
| 3 | Pierre Drancourt  | Frankrijk   | Bouygues Télécom       | z.t.      |
| 4 | David George      | Zuid-Afrika | Zuid-Afrika            | z.t.      |
| 5 | Luis Pasamontes   | Spanje      | Unibet.com             | op 5"     |

## 10e etappe
| # | renner              | land      | ploeg                                            | tijd       |
| - | ------------------- | --------- | ------------------------------------------------ | ---------- |
| 1 | Alberto Loddo       | Italië    | Serramenti PVC Diquigiovanni-Selle Italia        | 1u 41' 55" |
| 2 | Nikolaj Troesov     | Rusland   | Tinkoff Credit Systems                           | z.t.       |
| 3 | Maximiliano Richeze | Italië    | Ceramica Panaria - Navigare                      | z.t.       |
| 4 | Julian Dean         | Frankrijk | Crédit Agricole                                  | z.t.       |
| 5 | Takashi Miyazawa    | Japan     | Nippo Corporation - Meitan Honpo co. LTD - Asada | z.t.       |